# Sošići
 Sošići  (olaszul: Sossi) falu Horvátországban, Isztria megyében. Közigazgatásilag Kanfanarhoz tartozik.

## Fekvése
Az Isztria középső részén, Pazintól 24 km-re, községközpontjától 7 km-re délnyugatra fekszik.

## Története
A településnek 1880-ban 71, 1910-ben 95 lakosa volt. Az első világháború után a rapallói szerződés értelmében Isztria az Olasz Királysághoz került. A második világháború után Jugoszlávia része lett. Jugoszlávia felbomlása után 1991-ben a független Horvátország része lett. 2011-ben a falunak 61 lakosa volt. Lakói mezőgazdasággal, állattenyésztéssel foglalkoznak.

## Lakosság
| Lakosság változása | Lakosság változása | Lakosság változása | Lakosság változása | Lakosság változása | Lakosság változása | Lakosság változása | Lakosság változása | Lakosság változása | Lakosság változása | Lakosság változása | Lakosság változása | Lakosság változása | Lakosság változása | Lakosság változása | Lakosság változása |
| ------------------ | ------------------ | ------------------ | ------------------ | ------------------ | ------------------ | ------------------ | ------------------ | ------------------ | ------------------ | ------------------ | ------------------ | ------------------ | ------------------ | ------------------ | ------------------ |
| 1857               | 1869               | 1880               | 1890               | 1900               | 1910               | 1921               | 1931               | 1948               | 1953               | 1961               | 1971               | 1981               | 1991               | 2001               | 2011               |
| 441                | 449                | 72                 | 89                 | 112                | 110                | 747                | 754                | 100                | 101                | 92                 | 94                 | 54                 | 57                 | 57                 | 61                 |